# Бырново
Бырново, также Бырнова (рум. Bîrnova) — село в Окницком районе Молдавии. Относится к сёлам, не образующим коммуну.

## География
Село расположено на высоте 237 метров над уровнем моря.

## Население
По данным переписи населения 2004 года, в селе Бырнова проживает 2342 человека (1104 мужчины, 1238 женщин).
Этнический состав села:
| Национальность | Число жителей | Процентный состав |
| -------------- | ------------- | ----------------- |
| молдаване      | 2270          | 96.93             |
| украинцы       | 35            | 1.49              |
| русские        | 20            | 0.85              |
| румыны         | 16            | 0.68              |
| гагаузы        | 1             | 0.04              |
| Всего          | 2342          | 100%              |

## Археология
К северо-востоку от села расположено селище Бырново V. Оно находится на левом склоне глубокого оврага, который начинается у села Бырново и тянется до Наславчи. Остатки поселения обнаружены на поверхности большого мыса, ориентированного на северо-запад. Здесь найдены куски обожжённой глины — остатки стен домов, обломки глиняных сосудов, украшенные росписью, кремниевые изделия, прослеживаются и остатки домов. Было установлено, что на этом месте сохранились остатки двух поселений. Одно относится к трипольской культуре и датируется второй половиной IV — первой половиной III тысячелетия до н. э.
Селище Бырново VI расположено в 2 км к востоку от села, в 1,5 км к северу от железнодорожного переезда и автотрассы Бырново—Атаки. Остатки поселения найдены на мысу удлинённой формы, ориентированном на север. На этом месте выявлены куски обожжённой глины, фрагменты глиняных сосудов, обожжённые камни, кости животных и другие древние предметы. Здесь существовали поселения, относящиеся к разным историческим периодам: одно относится к трипольской культуре и датируется III тысячелетием до н. э., другое — к славянской культуре и датируется VIII—IX вв. н. э.
Упоминается в документе от 20 декабря 1437 года под названием Кусярэу.

## Уроженцы
- Абрам Барац (1895—1975) — французский скульптор и шахматист, трёхкратный чемпион Парижа, победитель международных шахматных турниров.